# Phenacolepas cytherae
Phenacolepas cytherae is een slakkensoort uit de familie van de Phenacolepadidae. De wetenschappelijke naam van de soort is voor het eerst geldig gepubliceerd in 1831 door Lesson.